# Максбург (Охајо)
Максбург (енгл. Macksburg) град је у америчкој савезној држави Охајо.

## Демографија
По попису из 2010. године број становника је 186, што је 16 (-7,9%) становника мање него 2000. године.
| Група             | 2000.       | 2010.        |
| Белци             | 199 (98,5%) | 186 (100,0%) |
| Афроамериканци    | 0 (0,0%)    | 0 (0,0%)     |
| Азијати           | 0 (0,0%)    | 0 (0,0%)     |
| Хиспаноамериканци | 2 (1,0%)    | 0 (0,0%)     |
| Укупно            | 202         | 186          |